# لئون آقاسیان
لئون آقاسیان (ارمنی: Լեւոն Աղասյան؛ زادهٔ ۱۹ ژانویهٔ ۱۹۹۵) ورزشکار دو و میدانی در رشته پرش سه‌گام اهل ارمنستان است در  مسابقات قهرمانی دو و میدانی جوانان اروپا در مجموع در برندهٔ ۱ مدال طلا شده‌است..

## رقابت‌های بین‌المللی
| سال                     | مسابقه                           | محل برگزاری                        | مقام                    | رویداد                  | توضیحات                 |
| به نمایندگی از ارمنستان | به نمایندگی از ارمنستان          | به نمایندگی از ارمنستان            | به نمایندگی از ارمنستان | به نمایندگی از ارمنستان | به نمایندگی از ارمنستان |
| ----------------------- | -------------------------------- | ---------------------------------- | ----------------------- | ----------------------- | ----------------------- |
| ۲۰۱۱                    | مسابقات قهرمانی جوانان جهان      | لیل، فرانسه                        | ۶ام                     | پرش سه‌گام               | ۱۵٫۲۴ متر               |
| ۲۰۱۱                    | جشنواره المپیکی جوانان اروپا     | ترابزون، ترکیه                     | ۴ام                     | پرش سه‌گام               | ۱۵٫۴۹ متر (w)           |
| ۲۰۱۲                    | مسابقات قهرمانی جوانان جهان      | بارسلون، اسپانیا                   | –                       | پرش سه‌گام               | NM                      |
| ۲۰۱۳                    | مسابقات قهرمانی جوانان اروپا     | ریتی، ایتالیا                      | ۱ام                     | پرش سه‌گام               | ۱۶٫۰۱ متر               |
| ۲۰۱۴                    | مسابقات قهرمانی جوانان جهان      | Eugene, اورگن، ایالات متحده آمریکا | ۵ام                     | پرش سه‌گام               | ۱۶٫۲۸ متر               |
| ۲۰۱۵                    | مسابقات قهرمانی داخل سالن اروپا  | پراگ، جمهوری چک                    | ۱۶ام (q)                | پرش سه‌گام               | ۱۵٫۹۴ متر               |
| ۲۰۱۵                    | مسابقات قهرمانی زیر 23 سال اروپا | تالین، استونی                      | ۸ام                     | پرش سه‌گام               | ۱۵٫۸۸ متر               |
| ۲۰۱۶                    | مسابقات قهرمانی اروپا            | آمستردام، هلند                     | ۲۰ام (q)                | پرش سه‌گام               | 16.21 متر (w)           |
| ۲۰۱۶                    | بازی‌های المپیک تابستانی          | ریو دو ژانیرو، برزیل               | ۳۶ام (q)                | پرش سه‌گام               | 15.54 متر               |
| ۲۰۱۷                    | مسابقات قهرمانی داخل سالن اروپا  | بلگراد، صربستان                    | –                       | پرش سه‌گام               | NM                      |
| ۲۰۱۷                    | مسابقات قهرمانی زیر 23 سال اروپا | بیدگوشچ، لهستان                    | ۱۳ام (q)                | پرش سه‌گام               | ۱۵٫۶۲ متر               |
| ۲۰۱۷                    | Jeux de la Francophonie          | آبیجان، ساحل عاج                   | ۸ام                     | پرش سه‌گام               | 15.52 متر               |
| ۲۰۱۸                    | مسابقات قهرمانی اروپا            | برلین، آلمان                       | ۱۴ام (q)                | پرش سه‌گام               | ۱۶٫۳۴ متر               |
| ۲۰۱۹                    | مسابقات قهرمانی داخل سالن اروپا  | گلاسگو، بریتانیا                   | ۱۰ام (q)                | پرش سه‌گام               | ۱۶٫۳۸ متر               |
| ۲۰۱۹                    | یونیورسیاد                       | ناپل، ایتالیا                      | ۱۰ام                    | پرش سه‌گام               | 15.73 متر               |
| ۲۰۱۹                    | مسابقات جهانی                    | دوحه، قطر                          | ۲۹ام (q)                | پرش سه‌گام               | ۱۶٫۲۴ متر               |
| ۲۰۲۱                    | مسابقات قهرمانی داخل سالن اروپا  | ترونی، لهستان                      | ۵ام                     | پرش سه‌گام               | ۱۶٫۵۵ متر               |
| ۲۰۲۱                    | بازی‌های المپیک تابستانی          | توکیو، ژاپن                        | ۲۱ام (q)                | پرش سه‌گام               | 16.42 متر               |